# Thaleropis jonina
Thaleropis jonina är en fjärilsart som beskrevs av Kind 1856. Thaleropis jonina ingår i släktet Thaleropis och familjen praktfjärilar. Inga underarter finns listade i Catalogue of Life.